# Commercial Automobile Company
Commercial Automobile Company war ein US-amerikanischer Hersteller von Automobilen.

## Unternehmensgeschichte
Das Unternehmen wurde 1908 in Chicago in Illinois gegründet. Im gleichen Jahr begann die Produktion von Automobilen. Der Markenname lautete Hennegin. Noch 1908 endete die Produktion.

## Fahrzeuge
Im Angebot standen Highwheeler. Sie hatten einen Zweizylindermotor. 114,3 mm Bohrung und 127 mm Hub ergaben 2606 cm³ Hubraum. Die Motorleistung war mit 12/14 PS angegeben. Die Kraftübertragung erfolgte mittels Ketten.
Das Model F hatte ein Fahrgestell mit 191 cm Radstand und war ein offener Zweisitzer. Der Neupreis betrug 650 US-Dollar.
Das Model G hatte 221 cm Radstand. Der Aufbau wurde als Family/Utility bezeichnet. Er bot wahlweise Platz für vier  Personen oder für zwei Personen plus Ladung.